# یتیم‌افزار
یتیم‌افزار (به انگلیسی: Abandonware)، یا رهاافزار یا نرم افزار یتیم شده (اصطلاحا)، نرم‌افزارهای رایانه‌ای هستند که فروششان متوقف شده و دیگر پشتیبانی نمی‌شوند یا به دلایل مختلف وضعیت مالکیت معنوی آن‌ها نامشخص است. شاید یک نرم افزار به اندازه‌ای قدیمی شده باشد که  برای شرکت هیچ سودی در انتشار نسخه جدید آن وجود نداشته باشد و یا شاید شرکت سازنده بعد از مدتی به هر دلیلی نرم‌افزار را کنار بگذارد و دیگر روی آن کار نکند. به این‌ گونه نرم‌افزارها یتیم افزار می‌گویند. یتیم افزار وقتی به وجود می‌آید که مالک و سازنده نرم‌افزار دیگر اهمیتی به نرم‌افزار خود ندهد.

### دلایل موافقان دانلود یتیم افزارها
طرفداران و پشتیبانی کننده‌های مشتاق بسیاری برای حفظ نرم افزارهای قدیمی وجود دارند. آن‌ها از دیدن برنامه‌هایی که در طول تاریخ فراموش می‌شوند و در گمنامی فرو می‌روند، بیزارند.به همین دلیل این دسته از افراد از هر روشی برای زنده نگه داشتن و حفظ یاد نرم‌افزارها برای نشان دادن تاریخ فعالیت‌ها و محاسبات به کاربران، استفاده می‌کنند.
توزیع و اجازه دانلود رایگان یتیم افزارها یکی از اینگونه راه‌ها برای دستیابی به این هدف است. اگر مانع استفاده رایگان و همگانی یتیم افزارها شوند، به احتمال زیاد این برنامه‌ها در طول مدت زمان نه چندان طولانی از یادها می‌روند.
با مجاز کردن استفاده رایگان از یتیم افزارها، این امکان پدید می‌آید که آن‌ها برای مدت طولانی‌تری فعالیت کنند و در ذهن کاربران باقی بمانند.

### دلایل مخالفان دانلود یتیم افزارها
منتقدان دانلود یتیم افزارها می‌گویند مجاز کردن این امر به پتانسیل فروش محصولات آینده شرکت‌ها آسیب می‌زند. در زمینه بازی‌های ویدیویی، ما موجی از بازنشر بازی‌های قدیمی‌تر را دیده‌ایم. به عنوان مثال، در زمینه بازی‌های قدیمی که شرکت‌ سازنده مجدداً آن‌ها را به بازار عرضه کرده است، می‌توان به کراش و سوپرماریو اشاره کرد. به همین دلیل، منتقدین اظهار داشتند که باید مباحث مربوط به انتشار رایگان یتیم افزارها کنار گذاشته شود تا شرکت‌ها بتوانند در آینده آن‌ها را به همان شکل و یا با تغییراتی مجدداً منتشر کنند. منتقدین ادعا می‌کنند اگر افراد بازی‌ها و نرم‌افزارهای قدیمی را به صورت رایگان و تحت عنوان یتیم افزار دانلود کنند، احتمال خرید و استقبال از نسخه بازنشر آن در آینده بسیار کم خواهد بود.

#### دسته بندی
بسیاری از نرم‌افزارها به ویژه بازی‌های رایانه‌ای کلاسیک در حال حاضر در دسته رهاافزارها قرار می‌گیرند.